# Elínborg Jacobsen
Elínborg Jacobsen, född 1871, död 1929, var en isländsk massör.
Hon blev 1897 den andra isländska kvinna att ta studentexamen sedan kvinnor fått den rätten på Island 1886. Camilla Torfason blev den första 1889, dock tog hon sin examen från Triergymnasiet i Köpenhamn och inte på Island, vilket gjorde Elínborg Jacobsen den första isländska kvinnan att ta examen på Island. Hon tog examen vid Lærði skolan, landets enda gymnasieskola. Hon arbetade senare som sjukgymnast (massör).  